# 언니네 쌀롱
《언니네 쌀롱》은 2019년 11월 4일부터 2020년 3월 2일까지 MBC TV에서 방송된 텔레비전 프로그램이다.

## 방송 개요
스타의 의뢰를 받은 대한민국 최고의 전문가들이 프라이빗한 살롱에 모여 스타의 머리부터 발끝까지 완벽 변신시켜주는 신개념 메이크 오버 토크쇼.

## 방송 시간
| 방송 채널 | 방송 기간                        | 방송 시간 | 방송 시간                    | 비고           |
| --------- | -------------------------------- | --------- | ---------------------------- | -------------- |
| MBC TV    | 2019년 9월 5일 ~ 2019년 9월 12일 | 1부       | 매주 목요일 밤 10:05 ~ 10:50 | 파일럿 (2부작) |
| MBC TV    | 2019년 9월 5일 ~ 2019년 9월 12일 | 2부       | 매주 목요일 밤 10:50 ~ 11:35 | 파일럿 (2부작) |
| MBC TV    | 2019년 11월 4일 ~ 2020년 3월 2일 | 1부       | 매주 월요일 밤 11:20 ~ 12:00 | 분리 편성      |
| MBC TV    | 2019년 11월 4일 ~ 2020년 3월 2일 | 2부       | 매주 월요일 밤 12:00 ~ 12:40 | 분리 편성      |

## 출연자

### MC
- 2대 이소라 : 2019년 12월 23일 ~ 2020년 3월 2일

### 고정 출연
- 한혜연
- 차홍
- 이사배
- 조세호
- 홍현희

### 이전 MC
- 1대 한예슬 : 2019년 11월 4일 ~ 2019년 12월 16일

### 이전 출연 (인턴)
- 이준영
- 이진혁

## 시청률

### 2019년
| 회차   | 방송일    | AGB 시청률     |
| 회차   | 방송일    | 대한민국(전국) |
| ------ | --------- | -------------- |
| 파일럿 | 9월 5일   | 3.9%           |
| 파일럿 | 9월 12일  | 2.6%           |
| 1      | 11월 4일  | 1.0%           |
| 1      | 11월 4일  | 0.9%           |
| 2      | 11월 11일 | 1.0%           |
| 2      | 11월 11일 | 0.8%           |
| 3      | 11월 18일 | 1.7%           |
| 3      | 11월 18일 | 1.7%           |
| 4      | 11월 25일 | 1.7%           |
| 4      | 11월 25일 | 1.7%           |
| 5      | 12월 2일  | 1.6%           |
| 5      | 12월 2일  | 1.9%           |
| 6      | 12월 9일  | 2.0%           |
| 6      | 12월 9일  | 2.0%           |
| 7      | 12월 16일 | 1.7%           |
| 7      | 12월 16일 | 1.8%           |
| 8      | 12월 23일 | 1.3%           |
| 8      | 12월 23일 | 1.3%           |

### 2020년
| 회차 | 방송일   | AGB 시청률     |
| 회차 | 방송일   | 대한민국(전국) |
| ---- | -------- | -------------- |
| 9    | 1월 6일  | 1.2%           |
| 9    | 1월 6일  | 1.6%           |
| 10   | 1월 13일 | 1.3%           |
| 10   | 1월 13일 | 2.0%           |
| 11   | 1월 20일 | 1.4%           |
| 11   | 1월 20일 | 1.4%           |
| 12   | 2월 3일  | 0.9%           |
| 12   | 2월 3일  | 1.3%           |
| 13   | 2월 10일 | 1.3%           |
| 13   | 2월 10일 | 1.4%           |
| 14   | 2월 17일 | 1.0%           |
| 14   | 2월 17일 | 1.4%           |
| 15   | 2월 24일 | 1.4%           |
| 15   | 2월 24일 | 1.7%           |
| 16   | 3월 2일  | 1.3%           |
| 16   | 3월 2일  | 2.0%           |

## 결방 사유 및 편성 변경

### 2019년
- 12월 30일 :  2019 MBC 연기대상 편성으로 인한 결방

### 2020년
- 1월 27일 : 설에도 나 혼자 산다 박대상 특집  편성으로 인한 결방